# Collegio elettorale di Treviglio (Regno di Sardegna)
Il collegio elettorale di Treviglio è stato un collegio elettorale uninominale del Regno di Sardegna della provincia di Bergamo. 
Il collegio uninominale venne istituito nel novembre 1859 insieme ad altri 259 collegi uninominali. Era costituito dal mandamento di Treviglio.

## Dati elettorali
Nel collegio si svolsero votazioni solo per la VII legislatura.
Con l'unità il territorio divenne parte dell'omonimo collegio del Regno.

### VII legislatura
Le votazioni si svolsero in 387 collegi uninominali a doppio turno. Come previsto dalla legge elettorale del 20 novembre 1859, era eletto al primo turno il candidato che «riunisce in suo favore più del terzo dei voti del total numero dei membri componenti il collegio e più della metà dei suffragi dati dai votanti presenti all'adunanza» (art. 91). Se nessun candidato era eletto, al ballottaggio tra i due candidati con più voti era eletto chi otteneva il maggior numero di voti (art. 92) o, in caso di ugual numero di voti, il maggiore d'età (art. 93).
| Partito                            | Partito                            | Candidato                          | Risultati 25 marzo 1860 | Risultati 25 marzo 1860 |
| Partito                            | Partito                            | Candidato                          | Voti                    | %                       |
| ---------------------------------- | ---------------------------------- | ---------------------------------- | ----------------------- | ----------------------- |
|                                    | —                                  | Andrea Moretti                     | 195                     | 97,99                   |
|                                    | —                                  | Giovanni Battista Nazari           | 4                       | 2,01                    |
|                                    |                                    |                                    |                         |                         |
| Iscritti                           | Iscritti                           | Iscritti                           | 442                     | 100,00                  |
| ↳ Votanti (% su iscritti)          | ↳ Votanti (% su iscritti)          | ↳ Votanti (% su iscritti)          | 206                     | 46,61                   |
| ↳ Voti validi (% su votanti)       | ↳ Voti validi (% su votanti)       | ↳ Voti validi (% su votanti)       | 199                     | 96,60                   |
| ↳ Schede non valide (% su votanti) | ↳ Schede non valide (% su votanti) | ↳ Schede non valide (% su votanti) | 7                       | 3,40                    |
| ↳ Astenuti (% su iscritti)         | ↳ Astenuti (% su iscritti)         | ↳ Astenuti (% su iscritti)         | 236                     | 53,39                   |